# Adele aus der Ohe

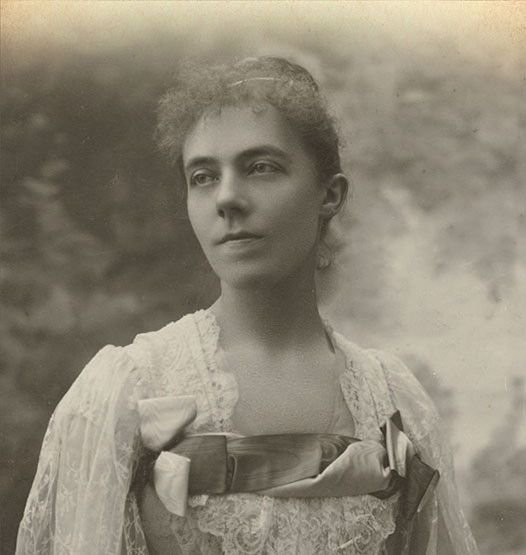
Adele aus der Ohe

Adele aus der Ohe (geboren am 11. Februar 1861 in Hannover; gestorben am 7. oder 8. Dezember 1937 in Berlin) war eine deutsche Pianistin und Komponistin.

## Leben
Bereits als Siebenjährige trat aus der Ohe in öffentlichen Klaviervorführungen auf; ein Klavierkonzert Beethovens, das sie im Jahr 1874 als Zehnjährige gab, wurde von Kritikern gelobt. Von 1872 bis 1876 lernte sie bei Theodor und Franz Kullak an der Neuen Akademie der Tonkunst in Berlin Klavier, von 1877 bis 1884 bei Franz Liszt in Weimar. Mit ihrer Schwester Mathilde als Reisebegleitung spielte sie in ganz Europa.
Am 23. Dezember 1886 gab sie ihr Debüt in den USA und spielte in der Steinway Hall in New York Liszts 1. Klavierkonzert, dies war der Auftakt zu ihrer ersten US-Tournee bis Anfang 1887; in den Folgejahren unternahm sie meist im Winter weitere Tourneen dort und blieb teilweise auch längerfristig dort. So trat sie auch im Mai 1891 bei der Eröffnung der Carnegie Hall auf und spielte unter Leitung von Tschaikowski dessen 1. Klavierkonzert. Auch bei Tschaikowskis letztem Konzert in St. Petersburg 1893 spielte sie dieses Stück.
Von 1895 bis 1906 komponierte aus der Ohe die große Mehrzahl ihrer eigenen Werke für das Klavier, aber auch mehrere Gesangsstücke, die bei Ries&Erler in Berlin und G. Schirmer Inc. in New York verlegt wurden. Nach dem Tod ihrer Schwester Mathilde 1906 verlagerte aus der Ohe ihren Lebensmittelpunkt wieder nach Deutschland, wo sie sich in Berlin niederließ. Sie wurde 1907 zur königlich-preußischen Hofpianistin ernannt (1900 war sie bereits zur großherzoglichen-sächsischen und 1905 zur herzoglich-anhaltischen Hofpianistin ernannt worden) und gab weiterhin Konzerte und unterrichtete ausgesuchte Schüler.